# Vegas del Alagón
Vegas de Alagón és una comarca d'Extremadura situada a la zona nord de la província de Càceres. El cap comarcal és Coria. Ocupa una extensió de 1751 km² i té una població de gairebé 39.000 habitants.

## Municipis
- Aceituna
- Acehúche
- Aldehuela de Jerte
- Cachorrilla
- Calzadilla
- Carcaboso
- Casas de Don Gómez
- Casillas de Coria
- Ceclavín
- Coria
- Galisteo
- Guijo de Coria
- Guijo de Galisteo
- Holguera
- Huélaga
- Montehermoso
- Morcillo
- Pedroso de Acim
- Pescueza
- Portaje
- Portezuelo
- Pozuelo de Zarzón
- Riolobos
- Torrejoncillo
- Valdeobispo
- Villa del Campo
- Zarza de Granadilla
- Zarza la Mayor

Alagón és una entitat municipal menor del municipi de Galisteo, juntament amb 15 pedanies repartides a tota la comarca.